# Тхубун
Тхубун (абх. Тхубун, груз. თხუბუნი [Тхубуни]) — село в Абхазии, в Гулрыпшском районе частично признанной Республики Абхазия, согласно административному делению Грузии — в Гульрипшском муниципалитете Абхазской Автономной Республики, на берегу Сухумской бухты Чёрного моря, при впадении в него реки Кяласур (Кялашир). К северо-западу находится город Сухум и село Кялашир (Сухумского района), к юго-востоку — село Кялашир (Гульрипшского района) и, далее, село Мачара и пгт Гулрыпш.

## Население
В 1959 году в селе Вардисубани (бывшее название села Тхубун) жило 330 человек, в основном русские (в Мачарском сельсовете в целом — 4209 человек, большинство из которых армяне, грузины и русские). В 1989 году в селе жило 854 человек, в основном грузины.

## Транспорт
Через село проходит Кодорское шоссе. Со столицей село связывает общественный транспорт города — Сухумский троллейбус, автобусы и маршрутные такси.